# Mesopotamisk konst

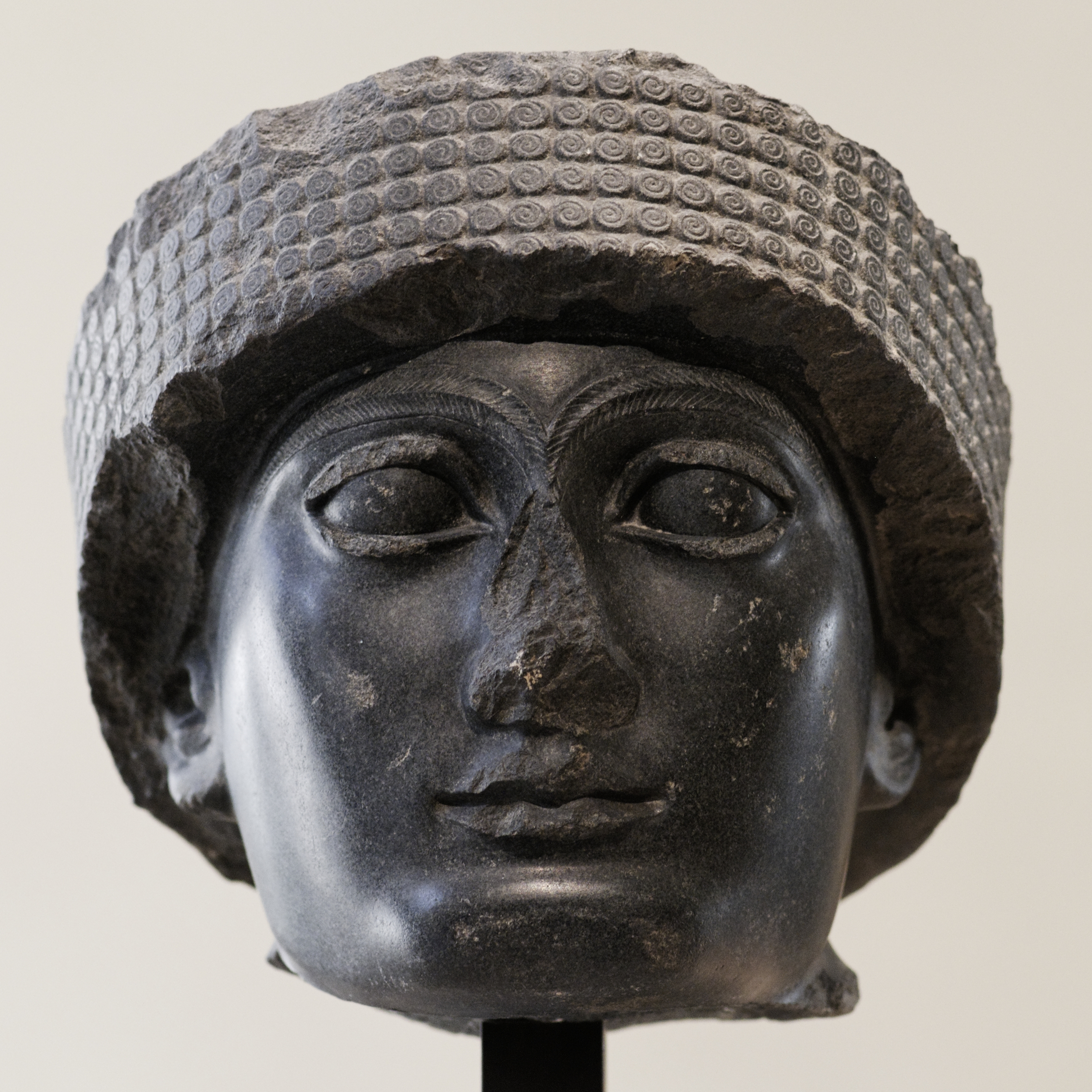
Sumerisk konst: Huvud av Gudea, ca 2100 f.Kr. Louvren, Paris

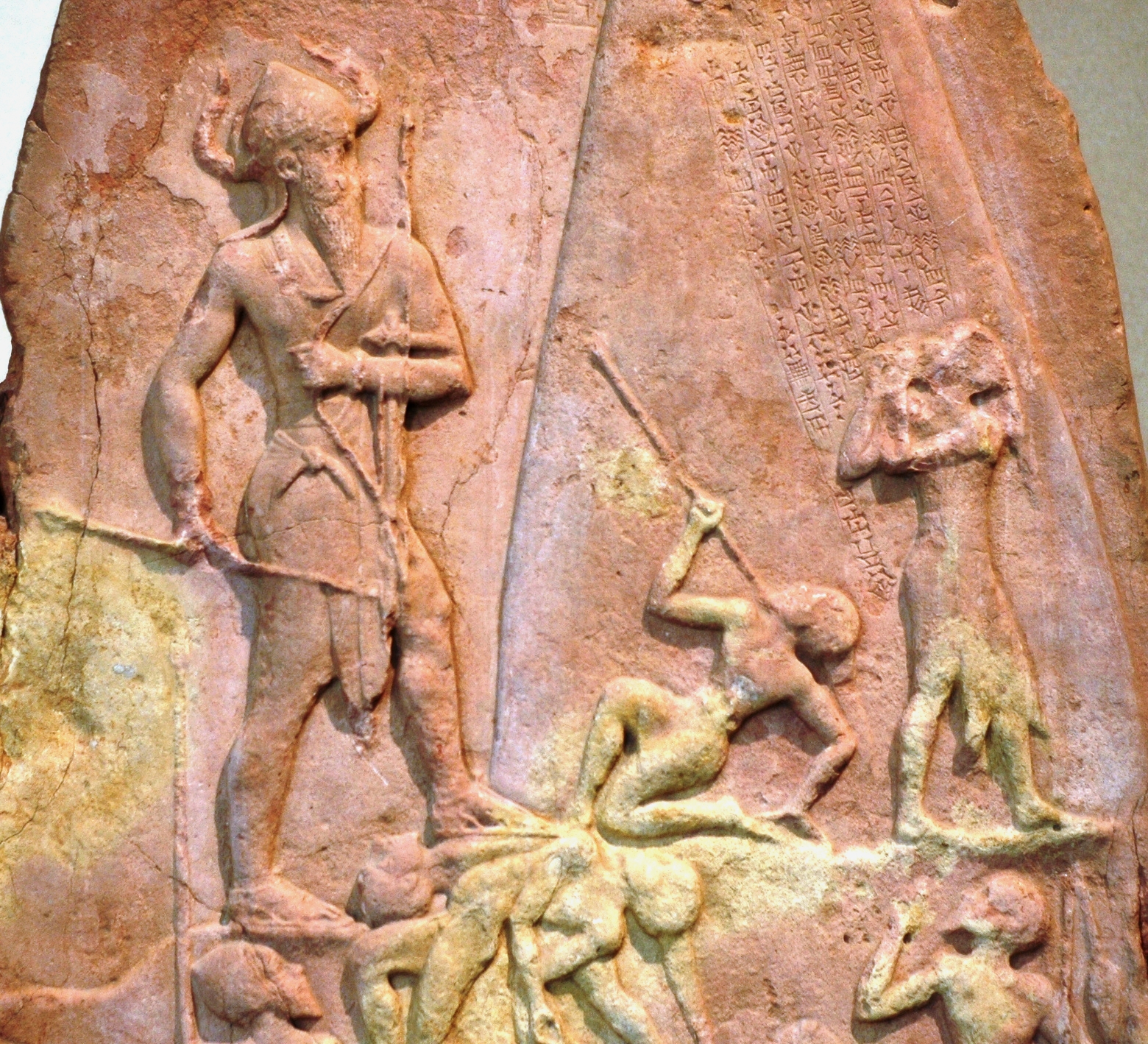
Akkadisk konst: Stele av Naram-Sin, ca 2200 f.Kr. Louvren, Paris

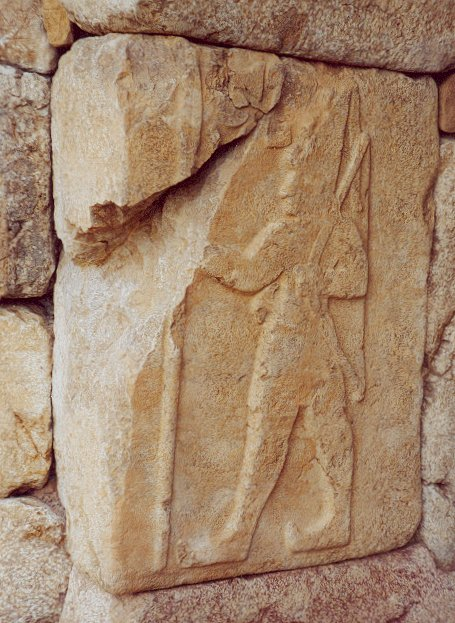
Hettitisk konst: Relief av Suppiluliuma II, ca 1200 f.Kr. från Hattusa, Turkiet.

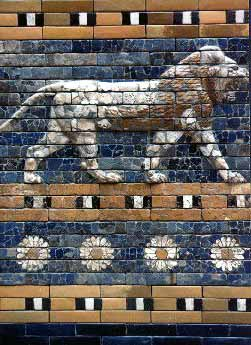
Babylonisk konst: Lejon från Ishtarporten i Babylon, 500-talet f.Kr. numera i Pergamonmuseet, Berlin.

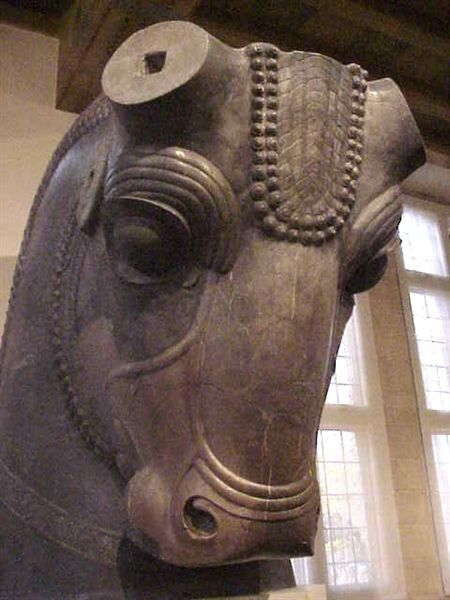
Persisk konst: Tjurskulptur från Persepolis, 400-talet f.Kr. numera i Chicago Oriental Institue.

Med konsten i Mesopotamien avses här den konst som skapades i och kring dagens Irak, den s.k. bördiga halvmånen.
Den sumeriska, akkadiska, hettitiska, hurritiska, babyloniska, assyriska och persiska konsten bidrog till de kulturella uttryck som utgör grundvalen för dagens konst, såväl bildkonst, arkitektur och litteratur; såväl i Europa som i Mellanöstern.

## Sumererna
Sumer anses av många vara den första civilisationen - arkeologiska fynd tyder på att de etablerat ett välorganiserat samhälle redan omkring 3400 f.Kr.. Sumerernas konst var stark knutet till den starka centralmakten och ett kännetecken för perioden är den monumentala arkitekturen. Merparten av alla sumeriska skulpturer tjänade som ornament i tempelbyggnader.

## Akkaderna
När det sumeriska riket förenades med det akkadiska och en av de första imperiebyggarna, kung Sargons makt nådde ut över hela tvåflodslandet nådde också den mesopotamiska konsten en dittills oöverträffad glansperiod. Mycket lite av denna konst finns dock bevarad. Där den sumeriska konsten var högt stiliserad och tillägnad bön och kult, var den akkadiska påtagligt naturalistisk och våldsam, och den hyllade snarare härskarna än gudarna.

## Hettiterna
Den hettiternas arkitekturen återknyter bakåt till traditioner i både Mesopotamien och dagens Syrien. Den hettitiska megaronen innehåller också stildrag som lätt associeras till trojansk och grekisk arkitektur. Arkitekturen var ofta dekorerad med mytologiska gestalter. Konsten består främst av reliefer i hård sten utan detaljrikedom. Under senare tid upptog hettiterna element från bl.a. assyriskt och egyptiskt håll.

## Hurriterna
Den hurritiska konsten övade ett direkt inflytande i norra Mesopotamien, och detta inflytande bestod ända fram till det Persiska rikets fall. Hurritiska cylindersigill och keramik har påträffats såväl i Iran som i Mindre Asien, och den hurritiska arkitekturen påverkade också Troja.

## Babylonierna
Den babyloniska konsten var direkt arvtagare till sumerisk konst. Den sumeriska zikkuraten blev senare känd som Babels torn. Inom arkitekturen användes främst lertegel, vilket ibland glaserades som i till exempel Ishtarporten. Den avbildande konsten är främst känd från cylindersigill, men stenskulpturer förekom även på stelar.

## Assyrierna
Kulturellt stod assyrierna sumererna nära, men liksom deras samhällsskick var de också påverkade av de indoeuropeiska folk de tidig kom i kontakt med. Mycket av den assyriska konsten utfördes för hovet av specialister från de erövrade områdena och utgjorde på så vis ett direkt arv från tidigare högkulturer. Den assyriska konstens viktigaste bidrag till konsthistorien är utan tvekan de väggreliefer som prydde de assyriska palatsen. De återgav de assyriska härskarna på lejonjakt och överraskar i sin realism och detaljering - härskarna framställs utan religiösa förtecken eller något värdeperspektiv. 

## Perserna
När perserna erövrade Mellanöstern saknade den en tradition av monumentalarkitektur. De lät därför hantverkare från hela det erövrade området dekorera de persiska städerna och palatsen i en eklektisk stil som hämtade element såväl från de tidigare imperierna i området, från kulturerna runt riket som från den nomadtradition de själva hade med sig. De persiska konsten beskrivs ibland som en övergångsstil som pekar lika mycket bakåt som framåt i tiden och egentligen inte utgjorde en självständig stil men den utgjorde i själva verket en syntes av olika traditioner och skapade något helt nytt.